# 范劉俊才
范劉俊才（英語：Isaac Pham，1988年6月13日—），藝名Isaac（艾萨克），越南男歌手、演員，曾是越南藝人人才中介旗下男子團體365daband的隊長，並擔任主領唱，個人首張單曲《恋爱先生》發行於2015年7月4日，現為solo歌手。 他于2012年以演员身份出道，并在《女怪的家师》中担任主角。

## 主要經歷
- 2007年参加第一季《越南偶像》但在初選中被淘汰。
- 2010年毕业于芹苴大學，获得兽医学位。同年，365daband以5人男子團體正式出道，成员包括范維順、范劉俊才、吳重誠、阮俊英、阮高山石。後在2015年范劉俊才以《恋爱先生》首出个人单曲。
- 2016年与文梅香和阮科𩯀仙一起受邀担任第一季《越南兒童偶像》的评委。
- 2017年与碧芳一起，他和文梅香在《越南兒童偶像》的第二季继续担任评委。

## 音乐作品

### 單曲
- Tắt đèn／關燈 (2015)
- Mr. Right／恋爱先生 (2015)
- Anh sẽ về sớm thôi／我很快就會回家 (2017)
- Tôi đã quên thật rồi／我真的忘記了 (2018)

### 原聲帶
- Song lang／笙鸞 (2018)
- Mùa viết tình ca／情歌季節 (2018)

## 影视作品
- Gia sư nữ quái／女怪的家师 (2012年電影)
- Tấm Cám chuyện chưa kể／糝𥽇：不为人知的故事 (2016年電影)
- Song lang／笙鸞 (2018年電影)
- Mùa viết tình ca／情歌季節 (2018年電影)